# Briningham
Briningham é uma cidade e freguesia no distrito de North Norfolk em Norfolk, Inglaterra, cerca de 21,9 milhas (35,2 km) de Norwich. A paróquia tem uma área de 496 hectares e uma população de 122 pelo censo de 2001

## Transporte
A via principal é a B1110, que vai de Holt até Dereham.

### Aeroporto
O Norwich|Aeroporto Norwich está localizado 20,0 milhas (32,2 km) sul da povoado e oferece ligações aéreas directas entre o Reino Unido e a Europa.

## Igreja
A igreja de Briningham, denominada "São Maurice.